# Republika Bergamo
Republika Bergamo (wł: Repubblica Bergamasca) – była efemeryczną francuską republiką utworzoną w marcu 1797 po ustaniu panowania weneckiego. Republika została później włączona do Republiki Cisalpińskiej (założonej 29 czerwca 1797).